# Rhizocarpon geographicum
Rhizocarpon geographicum è una specie di lichene crostoso che colonizza i substrati rocciosi. Si trova di preferenza su rocce silicee esposte alla pioggia.

## Descrizione della specie
Il partner algale è un'alga verde e la morfologia di crescita è crostosa. Si riproduce per via sessuata mediante spore contenute in apoteci lecideini, cioè privi di bordo, di colore nero infossati tra le areole.

## Distribuzione
Questa specie è ampiamente distribuita e può colonizzare la maggior parte delle zone fredde con superfici rocciose esposte.

## Utilizzi
Questa specie è stata utilizzata in passato per valutare l'età relativa di depositi (es. morene) mediante una tecnica, oggi non considerata più valida nella sua prima formulazione, chiamata lichenometria. Questa tecnica è generalmente attribuita al lavoro di Roland Beschel nelle Alpi

## Nello spazio
In un esperimento, questa specie di lichene è stata collocata in una capsula e lanciata nello spazio. La capsula è stata aperta, esponendo il lichene alle condizioni dello spazio per 10 giorni prima di essere riportato sulla Terra, dove ha mostrato cambiamenti o danni minimi. 

## Sinonimi e binomi obsoleti
- Lecidea atrovirens (L.) Ach.
- Lecidea atrovirens v. geographica (L.) Ach.
- Lecidea geographica (L.) Rabenh.
- Lichen atrovirens L.
- Rhizocarpon amphiboliticum Räsänen
- Rhizocarpon arnoldii Räsänen
- Rhizocarpon diabasicum Räsänen
- Rhizocarpon haeyrenii Räsänen
- Rhizocarpon havaasii Räsänen
- Rhizocarpon lindsayanum Räsänen
- Rhizocarpon riparium Räsänen
- Rhizocarpon riparium ssp. lindsayanum (Räsänen) J.W.Thomson
- Rhizocarpon semilecanorinum Räsänen
- Rhizocarpon tinei ssp. diabasicum (Räsänen) Runemark
- Rhizocarpon tinei ssp. vulgare Runemark